# San Miguel de la Unión
San Miguel de la Unión är en ort i Mexiko.   Den ligger i kommunen Jesús María och delstaten Jalisco, i den centrala delen av landet, 300 km väster om huvudstaden Mexico City. San Miguel de la Unión ligger 2 062 meter över havet och antalet invånare är 132.
Terrängen runt San Miguel de la Unión är kuperad söderut, men norrut är den platt. Runt San Miguel de la Unión är det ganska glesbefolkat, med 28 invånare per kvadratkilometer. Närmaste större samhälle är Degollado, 11,2 km söder om San Miguel de la Unión. I omgivningarna runt San Miguel de la Unión växer huvudsakligen savannskog.